# Pachydactylus rugosus
Pachydactylus rugosus är en ödleart som beskrevs av  Smith 1849. Pachydactylus rugosus ingår i släktet Pachydactylus och familjen geckoödlor. Inga underarter finns listade i Catalogue of Life.